# District de Szentendre
Le district de Szentendre (en hongrois : Szentendrei járás) est un des 18 districts du comitat de Pest en Hongrie. Il compte 77 720 habitants et rassemble 13 localités : 9 communes et 4 villes dont Szentendre, son chef-lieu.
Cette entité existait déjà auparavant, sous le nom de Pomázi járás jusqu'en 1940 puis sous son nom actuel jusqu'à la réforme territoriale de 1983. Le district faisait d'abord partie du comitat de Pest-Pilis-Solt-Kiskun puis de celui de Pest à partir de 1950.

## Localités
- Budakalász
- Csobánka
- Dunabogdány
- Kisoroszi
- Leányfalu
- Pilisszentkereszt
- Pilisszentlászló
- Pomáz
- Pócsmegyer
- Szentendre
- Szigetmonostor
- Tahitótfalu
- Visegrád